# Calisto da Costa
Calisto da Costa (* 6. Februar 1979 in Dili, Osttimor) ist ein Marathonläufer aus Osttimor. Er nahm an den Olympischen Sommerspielen 2000 in Sydney teil und war damit einer der ersten osttimoresischen Sportler, die bei Olympischen Spielen für das Land antraten.
Am Marathonlauf bei den Olympischen Spielen in Sydney am 1. Oktober 2000 nahmen 102 Sportler teil, von denen 81 die Strecke komplett absolvierten. Costa beendete das Rennen auf Platz 71 in 2:33:11 h, 23 Minuten nach dem Sieger, dem Äthiopier Gezahegne Abera.
Beim zweiten Dili-Marathon am 18. Juni 2011 wurde Costa Dritter mit einer Zeit von 2:34:52 h. Im Folgejahr gewann Costa am 12. Mai 2012 den Dili-Marathon in 2:46:42 h. Für den Dili-Marathon 2013 arbeitete Costa als Trainer der Olympiateilnehmer von 2012 Juventina Napoleão und Augusto Ramos.
Am 6. November 2011 beendete Costa den New-York-City-Marathon auf dem Platz 276 in 2:46:04 h.